# Рон Браун
Рон Браун (англ. Ron Brown; нар. 31 березня 1961) — американський легкоатлет, що спеціалізується на спринті, олімпійський чемпіон 1984 року.

## Кар'єра
| Рік             | Змагання         | Місто             | Місце           | Дисципліна            | Примітки        |
| Представник США | Представник США  | Представник США   | Представник США | Представник США       | Представник США |
| --------------- | ---------------- | ----------------- | --------------- | --------------------- | --------------- |
| 1984            | Олімпійські ігри | Лос-Анджелес, США | 4               | біг на 100 метрів     | 10.26           |
| 1984            | Олімпійські ігри | Лос-Анджелес, США | 1               | естафета 4×100 метрів | 37.83           |